# 張敦善
張敦善（？—？），字崇菴，山東臨朐縣人，明朝政治人物。

## 生平
萬曆十九年（1591年）辛卯科山東鄉試舉人。萬曆二十年（1592年），聯捷第三甲第一百二十二名進士，戶部觀政，十月授行人司行人。

## 家族
曾祖張繹；祖父張一中；父張邦直。